# Olympische Sommerspiele 2016/Schwimmen – 4 × 200 m Freistil (Männer)
Der Staffelwettbewerb über 4-mal 200 Meter Freistil der Männer bei den Olympischen Spielen 2016 in Rio de Janeiro wurde am 9. August 2016 im Olympic Aquatics Stadium ausgetragen. 73 Athleten aus 16 Ländern nahmen daran teil.
Es fanden zwei Vorläufe statt. Die acht schnellsten Staffeln aller Vorläufe qualifizierten sich für das Finale, das am gleichen Tage ausgetragen wurde.
Abkürzungen:
WR = Weltrekord, OR = olympischer Rekord, NR = nationaler Rekord
ER = Europarekord, NAR = Nordamerikarekord, SAR = Südamerikarekord, ASR = Asienrekord, AFR = Afrikarekord, OZR = Ozeanienrekord

## Bestehende Rekorde
| Weltrekord         | Vereinigte Staaten (Michael Phelps, Ricky Berens, David Walters, Ryan Lochte)    | 6:58,55 min | Rom, Italien                | 31. Juli 2009   |
| Olympischer Rekord | Vereinigte Staaten (Michael Phelps, Ryan Lochte, Ricky Berens, Peter Vanderkaay) | 6:58,56 min | Peking, Volksrepublik China | 13. August 2008 |

## Titelträger
| Olympiasieger | Vereinigte Staaten (Ryan Lochte, Conor Dwyer, Ricky Berens, Michael Phelps)         | 6:59,70 min | London 2012   |
| Weltmeister   | Vereinigtes Königreich (Daniel Wallace, Robert Renwick, Calum Jarvis, James Guy)    | 7:04,33 min | Shanghai 2011 |
| Europameister | Niederlande (Dion Dreesens, Maarten Brzoskowski, Kyle Stolk, Sebastiaan Verschuren) | 7:07,82 min | London 2016   |

## Vorlauf

### Vorlauf 1
| Platz | Nation             | Athleten                                                                           | Zeit        | Anmerkung |
| ----- | ------------------ | ---------------------------------------------------------------------------------- | ----------- | --------- |
| 1     | Vereinigte Staaten | Clark Smith Jack Conger Gunnar Bentz Ryan Lochte                                   | 7:06,74 min |           |
| 2     | Niederlande        | Dion Dreesens Kyle Stolk Ben Schwietert Maarten Brzoskowski                        | 7:09,16 min |           |
| 3     | Italien            | Andrea Mitchell D’Arrigo Alex Di Giorgio Marco Belotti Gabriele Detti              | 7:09,20 min |           |
| 4     | Polen              | Jan Świtkowski Paweł Korzeniowski Kacper Klich Kacper Majchrzak                    | 7:11,11 min |           |
| 5     | Südafrika          | Myles Brown Sebastien Rousseau Calvyn Justus Dylan Bosch                           | 7:12,61 min |           |
| 6     | Spanien            | Victor Martín Martín Miguel Durán Navia Albert Puig i Garrich Marc Sánchez Torrens | 7:12,62 min |           |
| 7     | Frankreich         | Jordan Pothain Grégory Mallet Lorys Bourelly Damien Joly                           | 7:13,71 min |           |
| 8     | Brasilien          | Luiz Altamir Melo João de Lucca André Pereira Nicolas Oliveira                     | 7:13,84 min |           |

### Vorlauf 2
| Platz | Nation         | Athleten                                                                      | Zeit        | Anmerkung |
| ----- | -------------- | ----------------------------------------------------------------------------- | ----------- | --------- |
| 1     | Großbritannien | Stephen Milne Robert Renwick Daniel Wallace Duncan Scott                      | 7:06,31 min |           |
| 2     | Russland       | Michail Dowgaljuk Wjatscheslaw Andrussenko Nikita Lobinzew Alexander Krasnych | 7:06,81 min |           |
| 3     | Deutschland    | Florian Vogel Jacob Heidtmann Clemens Rapp Paul Biedermann                    | 7:07,66 min |           |
| 4     | Japan          | Kosuke Hagino Naito Ehara Yūki Kobori Takeshi Matsuda                         | 7:07,68 min |           |
| 5     | Australien     | Daniel Smith Mack Horton Jacob Hansford Thomas Fraser-Holmes                  | 7:07,98 min |           |
| 6     | Belgien        | Louis Croenen Dieter Dekoninck Emmanuel Vanluchene Glenn Surgeloose           | 7:08,72 min |           |
| 7     | Dänemark       | Anders Lie Daniel Skaaning Søren Dahl Magnus Westermann                       | 7:12,66 min | NR        |
| 8     | Ungarn         | Péter Bernek Gergő Kis Benjámin Grátz Dominik Kozma                           | 7:18,51 min |           |

## Finale
10. August 2016, 04:38 MEZ
| Platz | Nation             | Athleten                                                           | Zeit        | Anmerkung |
| ----- | ------------------ | ------------------------------------------------------------------ | ----------- | --------- |
| 1     | Vereinigte Staaten | Conor Dwyer Townley Haas Ryan Lochte Michael Phelps                | 7:00,66 min |           |
| 2     | Großbritannien     | Stephen Milne Duncan Scott Daniel Wallace James Guy                | 7:03,13 min | NR        |
| 3     | Japan              | Kosuke Hagino Naito Ehara Yūki Kobori Takeshi Matsuda              | 7:03,50 min |           |
| 4     | Australien         | Thomas Fraser-Holmes David McKeon Daniel Smith Mack Horton         | 7:04,18 min |           |
| 5     | Russland           | Danila Isotow Alexander Krasnych Nikita Lobinzew Michail Dowgaljuk | 7:05,70 min |           |
| 6     | Deutschland        | Florian Vogel Christoph Fildebrandt Clemens Rapp Paul Biedermann   | 7:07,28 min |           |
| 7     | Niederlande        | Dion Dreesens Maarten Brzoskowski Kyle Stolk Sebastiaan Verschuren | 7:09,10 min |           |
| 8     | Belgien            | Louis Croenen Dieter Dekoninck Glenn Surgeloose Pieter Timmers     | 7:11,64 min |           |